# Reykhólahreppur
Reykhólahreppur – gmina w północno-zachodniej Islandii, w południowej części regionu Vestfirðir.

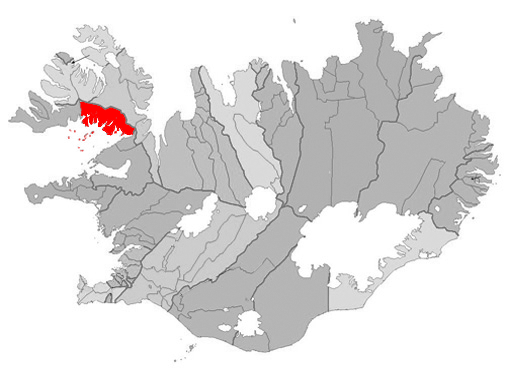
Położenie gminy Reykhólahreppur na mapie administracyjnej Islandii

Gmina obejmuje rozczłonkowane wybrzeże nad zatoką Breiðafjörður od fiordu Kjálkafjörður na wschodzie do fiordu Gilsfjörður na zachodzie, obejmując inne ważniejsze fiordy takie jak: Kerlingarfjörður, Skálmarfjörður, Kvígindisfjörður, Kollafjörður, Djúpifjörður, Þorskafjörður, Berufjörður i Króksfjörður. W jej skład wchodzi również archipelag wysp na zatoce Breiðafjörður, z wyspą Flatey.
Gmina powstała w 1987 z połączenia 5 gmin: Geiradalshreppur, Reykhólahreppur, Gufudalshreppur, Múlahreppur i Flateyrarhreppur. Jest słabo zaludniona – na początku 2018 roku zamieszkiwało ją 275 osób, z tego blisko połowa w głównej miejscowości gminy Reykhólar (130 mieszk.).